# Köping (Ort)

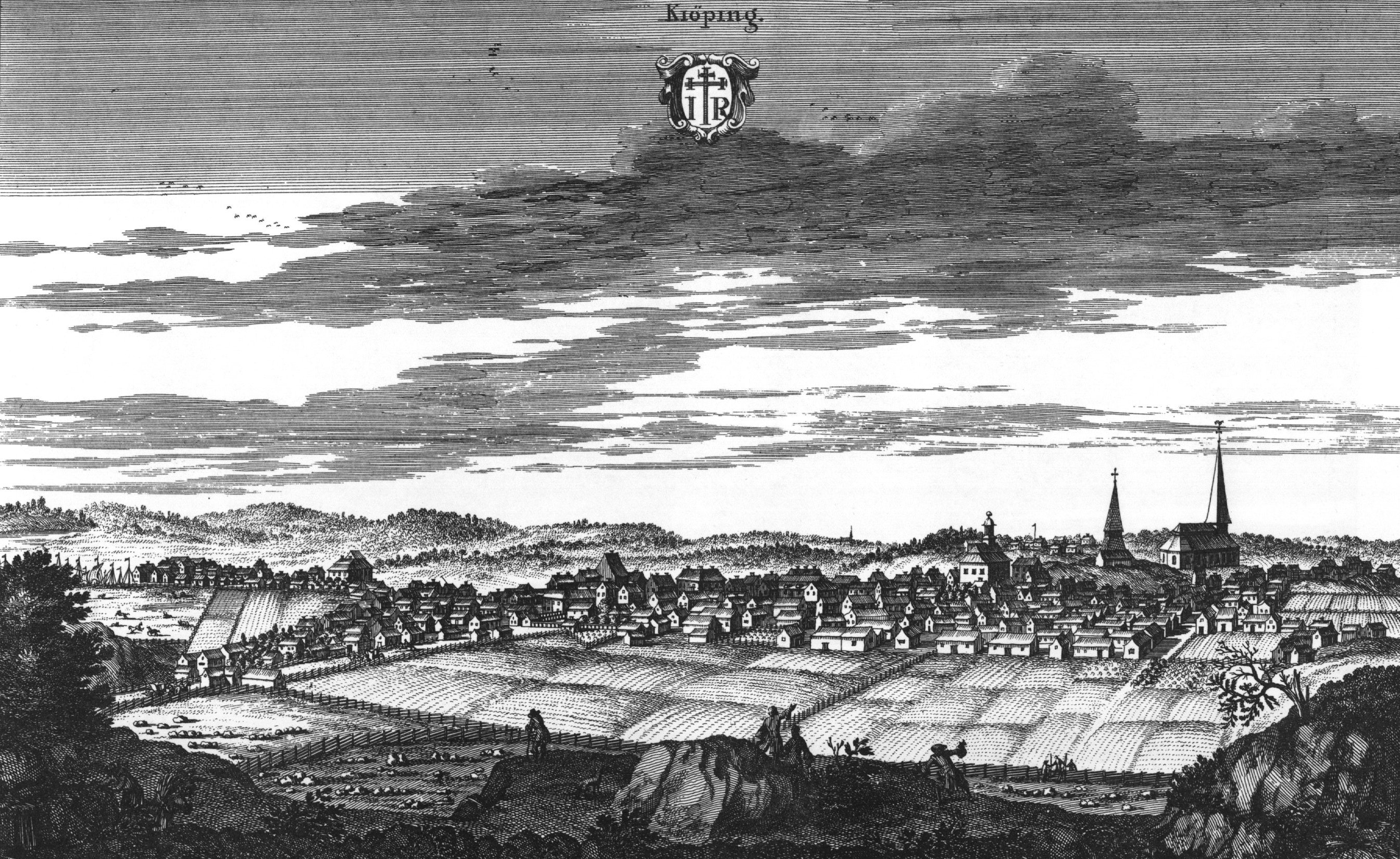
Köping um 1700

Köping ist ein Ort (tätort) in der schwedischen Provinz Västmanlands län und in der historischen Provinz Västmanland. Der Ort ist zugleich Hauptort der gleichnamigen Gemeinde.
1474 wurden Köping die Stadtrechte verliehen. Etwas außerhalb des Ortes wurde die schwedische Nationalhymne Du gamla, du fria von Richard Dybeck geschrieben. Heute ist Köping eine Industriestadt, in der u. a. Volvo, Hästens sängar, Getrag und GKN Driveline Produktionsstätten haben.
In Köping wurde von Carl Wilhelm Scheele im Jahr 1781 erstmals Wolframsäure isoliert.

## Söhne und Töchter der Stadt
- Gunilla Bandolin (* 1954), Bildhauerin, Keramikerin und Garten- und Landschaftsarchitektin
- Leif Bergson (1927–1999), klassischer Philologe
- Ronnie Båthman (* 1959), Tennisspieler
- Leif Eriksson (* 1942), Fußball- und Bandyspieler
- Johan Gustafsson (* 1992), Eishockeytorwart
- Karl Gustafsson (1888–1960), Fußballspieler
- Lars Johanson (* 1936), Sprachwissenschaftler, Turkologe und Hochschullehrer
- Anna Jönsson Haag (* 1986), Skilangläuferin
- Agda Montelius (1850–1920), Philanthropin und Frauenrechtlerin
- Agda Östlund (1870–1942), Politikerin und Frauenrechtlerin
- Peter Popovic (* 1968), Eishockeyspieler und -trainer
- Carl Wilhelm Scheele (1742–1786), deutsch-schwedischer Apotheker und Chemiker
- Henrik Sjögren (1899–1986), Augenarzt
- Tobias Robert Thalén (1827–1905), Professor der Physik an der Universität von Stockholm